# Эгути, Такахито
Такахито Эгути (яп. 江口貴勅 Эгути Такахито, 28 августа 1971, Нагасаки, Япония) — японский композитор и аранжировщик, наиболее известный по написанию музыки для компьютерных игр. На протяжении большей части карьеры сотрудничал с Норико Мацуэдой, вместе с которой, в частности, создал саундтреки к таким играм как The Bouncer и Final Fantasy X-2. Интересоваться музыкой начал ещё в возрасте шести лет, после того как однажды услышал игру соседа на фортепиано. Поступил в Токийскую консерваторию Сёби, где и познакомился с Мацуэдой.
С 1998 года по 2003-й работал на компанию Square Enix, затем продолжил карьеру как независимый композитор, поучаствовал в нескольких незначительных проектах, написал музыку для трёх аниме-сериалов. Помогал Ёко Симомуре в записи её альбома Murmur, исполнив на нём некоторые клавишные партии. В основном предпочитает работать в жанре электронной музыки.

## Биография
Такахито Эгути родился в городе Нагасаки и музыкой увлёкся после того как услышал соседа, играющего на пианино. Отец был профессиональным борцом дзюдо и хотел направить сына в спортивную область, однако позже всё-таки согласился оплачивать его уроки игры на фортепиано и разрешил практиковаться вместе с сестрой. Через некоторое время поступил в Токийскую консерваторию Сёби, где познакомился с Норико Мацуэдой, своей неразлучной напарницей на долгие годы. После окончания консерватории сочинил несколько собственных композиций, играл в группе на клавишах, подрабатывал на производстве программного обеспечения. Посодействовал Мацуэде при создании саундтрека для её первой игры, Front Mission 1995 года выпуска. Затем помог ей с аранжировками оркестровой версии «Theme of Bahamut Lagoon ~ Opening», записанной в 1996 году для бонусного саундтрека игры Bahamut Lagoon.
Сам Эгути устроился в Square только в 1998 году, первое полноценное задание получил годом спустя, когда участвовал в создании музыкального сопровождения для автосимулятора Racing Lagoon совместно с Мацуэдой и программистом синтезатора Рё Ямадзаки. Несмотря на то, что бо́льшая часть звуковых дорожек была написана его партнёршей, Эгути сочинил заглавную и финальную темы, а также выступил автором всех боевых тем, в том числе бонус-трека «Taiman Battle Remix». В следующий раз их дуэт объединил усилия в 2000 году во время разработки файтинга The Bouncer. Композитору довелось сочинить гораздо больше мелодий по сравнению со всеми предыдущими своими саундтреками, однако значительная часть наработанного материала по некоторым причинам так и не попала в итоговую версию игры. Для этого проекта он написал поп-балладу «Forevermore», получившую в английском варианте название «Love Is the Gift» и исполненную известной американской певицей Шанис. Песня была издана в качестве отдельного сингла и попала в номерной альбом артистки. В 2002 году Эгути помог Ёко Симомуре с аранжировкой композиции «Hand in Hand Reprise», предназначенной для игры Kingdom Hearts.
В 2003 году композитор вновь воссоединился с Мацуэдой для создания саундтрека к ролевой игре Final Fantasy X-2. Несмотря на критику со стороны прессы и недовольство многих фанатов, диск оказался довольно-таки успешным с коммерческой точки зрения. Его авторству также принадлежит знаменитая любовная баллада «Real Emotion/1000 no Kotoba», исполненная японской поп-певицей Куми Кодой. Год спустя Эгути и Мацуэда переписали аранжировки игры для международной версии и поучаствовали в создании сборника Piano Collection, где те же самые мелодии сыграны на фортепиано. Этот диск стал их последней работой для Square Enix, после его завершения оба композитора покинули компанию и стали фрилансерами. Эгути участвовал в создании музыки для аниме «Код ангела» (2003) и «Магия напрокат» (2007) в соавторстве с другими людьми, а также в сериале «Кровь Триединства» (2005) как единоличный композитор. Помогал Симомуре в микшировании альбома Dark Chronicle Premium Arrange и исполнил клавишные партии для её вокального сборника Murmur. С начала 2006 года Эгути работает в компании Sega. В этом же году сочинил три композиции для игры Sonic the Hedgehog, в 2008-м поучаствовал в проекте Sonic Unleashed. В качестве композитора и аранжировщика участвовал в Super Monkey Ball: Step & Roll, Sonic Colors, Sonic Generations и Rhythm Thief & the Emperor’s Treasure.

## Музыкальный стиль и влияние
Почти все свои композиции Эгути и Мацуэда пишут в стиле джаза или электронной музыки, причём Мацуэда, как правило, отвечает за джазовую составляющую, а Эгути — за электронную. Иногда в их творчестве заметны и другие жанры, например, в саундтреке The Bouncer проскальзывают интонации рока и джаз-фьюжн. Будучи профессиональным пианистом, Эгути в каждой своей работе старается по максимуму задействовать фортепиано. Финальные версии треков записываются им обычно на собственной домашней студии, куда композитор нередко приглашает друзей для сведения акустических инструментов. Однако, если качество звучания получается недостаточно хорошим, он перемещается в студию при компании и доводит наработки до ума уже там. Композитор отмечал, что написание музыки отнимает у него очень много времени, и в ходе работы над некоторыми важными заказами он спал всего по три-четыре часа в неделю.
В качестве своих кумиров Эгути называет Игоря Стравинского, Рюити Сакамото и Майлса Дейвиса. На вопрос о том, с кем из ныне живущих музыкантов он хотел бы посотрудничать, Эгути ответил, что таких музыкантов на самом деле очень много, но особенно ему хотелось бы сделать что-нибудь вместе с Херби Хэнкоком и Аретой Франклин. Интерес к композиторской деятельности пришёл к нему после прослушивания музыкантов-модернистов и современных поп-музыкантов.

## Дискография
| Компьютерные игры | Компьютерные игры                              | Компьютерные игры       | Компьютерные игры                                                                             |
| Год               | Заглавие                                       | Роль                    | Соавторы                                                                                      |
| ----------------- | ---------------------------------------------- | ----------------------- | --------------------------------------------------------------------------------------------- |
| 1999              | Racing Lagoon                                  | композитор/аранжировщик | Норико Мацуэда и Рё Ямадзаки                                                                  |
| 2000              | The Bouncer                                    | композитор/аранжировщик | Норико Мацуэда                                                                                |
| 2002              | Kingdom Hearts                                 | аранжировщик            | Ёко Симомура, Каору Вада, Рассел Макнамара, Кэй Кавано и Хикару Утада                         |
| 2003              | Final Fantasy X-2                              | композитор/аранжировщик | Норико Мацуэда                                                                                |
| 2004              | Final Fantasy X-2 International + Last Mission | композитор/аранжировщик | Норико Мацуэда                                                                                |
| 2006              | Sonic the Hedgehog                             | композитор/аранжировщик | Томоя Отани, Марико Намба, Хидэаки Кобаяси, Ясутака Кумэ, Сэйро Окамото и Дзюн Сэноуэ         |
| 2008              | Sonic Unleashed                                | композитор/аранжировщик | Томоя Отани, Марико Намба, Хидэаки Кобаяси, Кэнъити Токои и Фумиэ Куматани                    |
| 2010              | Super Monkey Ball: Step & Roll                 | аранжировщик            | Томоя Отани, Марико Намба                                                                     |
| 2010              | Sonic Colors                                   | аранжировщик            | Кэнъити Токои, Томоя Отани, Фумиэ Куматани, Марико Намба, Хидэаки Кобаяси и Тэрухико Накагава |
| 2011              | Sonic Generations                              | аранжировщик            | Дзюн Сэноуэ, Наофуми Хатая, Ричард Жак и Кэнъити Токои                                        |
| 2012              | Rhythm Thief & the Emperor’s Treasure          | композитор/аранжировщик | Томоя Отани, Наофуми Хатая                                                                    |
| 2013              | Sonic Lost World                               | композитор/аранжировщик | Томоя Отани, Наофуми Хатая                                                                    |
| 2015              | Sonic Runners                                  | клавишник               | Томоя Отани                                                                                   |
| Аниме             |                                                |                         |                                                                                               |
| Год               | Заглавие                                       | Роль                    | Соавторы                                                                                      |
| 2003              | «Код ангела»                                   | композитор              | Томоки Хасэгава                                                                               |
| 2005              | «Кровь Триединства»                            | композитор              |                                                                                               |
| 2007              | «Магия напрокат»                               | композитор              | Дзюн Итикава                                                                                  |
| Прочие работы     |                                                |                         |                                                                                               |
| Год               | Заглавие                                       | Роль                    | Соавторы                                                                                      |
| 1996              | Bahamut Lagoon Original Soundtrack             | аранжировщик            | Gizaemon de Furuta                                                                            |
| 2002              | Final Fantasy X Vocal Collection               | композитор              | Норико Мацуэда, Ёко Симомура, Наоки Масумото, Такэхару Исимото и Нобуо Уэмацу                 |
| 2004              | Final Fantasy X-2 Piano Collection             | аранжировщик            | Норико Мацуэда, Хироко Кокубу, Масахиро Саяма и Фабиан Реца                                   |
| 2009              | Sanctuary                                      | аранжировщик            | Масакадзу Сугимори, Масато Кода и Наоси Мидзута                                               |